# Élections régionales de 2006 à Berlin
Les élections régionales de 2006 à Berlin (en allemand : Wahl zum Abgeordnetenhaus von Berlin 2006) se tiennent le 17 septembre 2006, afin d'élire les 130 députés de la 16e législature de la Chambre des députés, pour un mandat de cinq ans. Du fait de la loi électorale, 149 députés sont élus.

## Contexte
Aux élections régionales anticipées du 21 octobre 2001, le SPD, qui avait mis fin quatre mois plus tôt à sa « grande coalition » au profit d'une « coalition rouge-verte minoritaire », retrouve son statut de premier parti politique de la ville. En progression de sept points, il totalise 29,7 % des suffrages exprimés et fait élire 44 députés sur 141. Il devance ainsi la CDU, qui s'effondre de 17 points et se contente de 23,8 % des voix, soit 35 parlementaires.
Le PDS, qui accordait alors son soutien sans participation au gouvernement local, se renforce nettement, gagnant cinq points, soit 22,6 % et 33 sièges. Il devance ainsi le FDP, qui fait lui aussi un bond en engrangeant presque huit points supplémentaires, ce qui assure son retour à la Chambre avec 9,9 % des suffrages et 15 élus. Il devance de peu les Grünen, dont le reflux de moins d'un point leur permet de rassembler 9,1 % des voix et obtenir 13 députés.
Plutôt que de reproduire le schéma précédant le scrutin, le bourgmestre-gouverneur Klaus Wowereit décide de changer de partenaire et associe le Parti social-démocrate et au Parti du socialisme démocratique au sein d'une « coalition rouge-rouge », s'assurant ainsi une solide majorité absolue de 77 sièges. C'est la seconde alliance de ce genre formée depuis la réunification, après celle mise en place en 1998 par le ministre-président de Mecklembourg-Poméranie-Occidentale Harald Ringstorff.

## Mode de scrutin
La Chambre des députés est constitué de 130 députés (en allemand : Abgeordnete), élus pour une législature de cinq ans au suffrage universel direct et suivant le scrutin proportionnel de Hare.
Chaque électeur dispose de deux voix : la première (en allemand : Erststimme) lui permet de voter pour un candidat de sa circonscription selon les modalités du scrutin uninominal majoritaire à un tour, le Land comptant un total de 78 circonscriptions ; la seconde voix (en allemand : Zweitstimme) lui permet de voter en faveur d'une liste de candidats présentée par un parti au niveau de la ville ou de son arrondissement.
Lors du dépouillement, l'intégralité des 130 sièges est répartie à la proportionnelle sur la base des secondes voix uniquement, à condition qu'un parti ait remporté 5 % des voix au niveau de la ville ou un mandat au scrutin uninominal. Si un parti a remporté des mandats au scrutin uninominal, ses sièges sont d'abord pourvus par ceux-ci.
Dans le cas où un parti obtient plus de mandats au scrutin uninominal que la proportionnelle ne lui en attribue, la taille du Landtag est augmentée jusqu'à rétablir la proportionnalité.

## Campagne

### Principaux partis
| Parti | Parti                                                                              | Chef de file                            | Résultat en 1994           |
| ----- | ---------------------------------------------------------------------------------- | --------------------------------------- | -------------------------- |
|       | Parti social-démocrate d'Allemagne Sozialdemokratische Partei Deutschlands         | Klaus Wowereit (Bourgmestre-gouverneur) | 29,7 % des voix 44 députés |
|       | Union chrétienne-démocrate d'Allemagne Christlich Demokratische Union Deutschlands | Friedbert Pflüger                       | 23,8 % des voix 35 députés |
|       | Parti du socialisme démocratique Partei des Demokratischen Sozialismus             | Harald Wolf (Sénateur à l'Économie)     | 22,6 % des voix 33 députés |
|       | Parti libéral-démocrate Freie Demokratische Partei                                 | Martin Lindner                          | 9,9 % des voix 15 députés  |
|       | Alliance 90 / Les Verts Bündnis 90/Die Grünen                                      | Franziska Eichstädt-Bohlig              | 9,1 % des voix 14 députés  |

### Sondages
| Institut        | Date       | CDU  | SPD  | Grünen | FDP  | PDS  |
| --------------- | ---------- | ---- | ---- | ------ | ---- | ---- |
| Institut        | Date       |      |      |        |      |      |
| Emnid           | 10/09/2006 | 22 % | 33 % | 14 %   | 9 %  | 15 % |
| Forsa           | 09/09/2006 | 20 % | 31 % | 14 %   | 8 %  | 17 % |
| FgW             | 08/09/2006 | 22 % | 32 % | 13 %   | 8 %  | 17 % |
| Infratest dimap | 07/09/2006 | 21 % | 33 % | 14 %   | 7 %  | 15 % |
| Emnid           | 27/08/2006 | 21 % | 33 % | 14 %   | 9 %  | 16 % |
| Infratest dimap | 24/08/2006 | 21 % | 32 % | 16 %   | 8 %  | 16 % |
| Forsa           | 19/08/2006 | 21 % | 32 % | 14 %   | 10 % | 16 % |
| Emnid           | 06/08/2006 | 22 % | 32 % | 14 %   | 9 %  | 15 % |
| Infratest dimap | 03/08/2006 | 23 % | 35 % | 13 %   | 8 %  | 15 % |
| Forsa           | 26/07/2006 | 21 % | 30 % | 16 %   | 10 % | 17 % |
| Emnid           | 02/07/2006 | 23 % | 34 % | 13 %   | 8 %  | 14 % |
| Forsa           | 23/06/2006 | 24 % | 33 % | 14 %   | 8 %  | 15 % |
| Emnid           | 05/06/2006 | 21 % | 36 % | 12 %   | 7 %  | 15 % |

## Résultats

### Voix et sièges
|                                   |                                                          |                                                          |                  |                  |                  |                  |                       |                       |                       |                  |                  |  |  |  |
| Partis                            | Partis                                                   | Partis                                                   | Circonscriptions | Circonscriptions | Circonscriptions | Circonscriptions | Sièges proportionnels | Sièges proportionnels | Sièges proportionnels | Total des sièges | Total des sièges |  |  |  |
| Partis                            | Partis                                                   | Partis                                                   | Votes            | %                | Sièges           | +/−              | Votes                 | %                     | Sièges                | Total            | +/−              |  |  |  |
|                                   | Parti social-démocrate d'Allemagne (SPD)                 | Parti social-démocrate d'Allemagne (SPD)                 | 466 001          | 34,21            | 40               | 8                | 424 054               | 30,79                 | 13                    | 53               | 9                |  |  |  |
|                                   | Union chrétienne-démocrate d'Allemagne (CDU)             | Union chrétienne-démocrate d'Allemagne (CDU)             | 339 143          | 24,90            | 19               | en stagnation    | 294 026               | 21,35                 | 18                    | 37               | 2                |  |  |  |
|                                   | Parti du socialisme démocratique (PDS)                   | Parti du socialisme démocratique (PDS)                   | 195 501          | 14,4             | 14               | 12               | 185 185               | 13,44                 | 9                     | 23               | 10               |  |  |  |
|                                   | Alliance 90 / Les Verts (Grünen)                         | Alliance 90 / Les Verts (Grünen)                         | 176 153          | 12,93            | 5                | 4                | 180 865               | 13,13                 | 18                    | 23               | 9                |  |  |  |
|                                   | Parti libéral-démocrate (FDP)                            | Parti libéral-démocrate (FDP)                            | 97 235           | 7,14             | 0                | 0                | 104 584               | 7,59                  | 13                    | 13               | 2                |  |  |  |
|                                   | Les Gris - Les Panthères grises (GRAUE)                  | Les Gris - Les Panthères grises (GRAUE)                  |                  |                  |                  |                  | 52 884                | 3,84                  | 0                     | 0                | en stagnation    |  |  |  |
|                                   | Alternative électorale travail et justice sociale (WASG) | Alternative électorale travail et justice sociale (WASG) | 52 086           | 3,82             | 0                | Nv.              | 40 504                | 2,94                  | 0                     | 0                | Nv.              |  |  |  |
|                                   | Parti national-démocrate d'Allemagne (NPD)               | Parti national-démocrate d'Allemagne (NPD)               | 9 060            | 0,67             | 0                | en stagnation    | 35 229                | 2,56                  | 0                     | 0                | en stagnation    |  |  |  |
|                                   | Les Républicains (REP)                                   | Les Républicains (REP)                                   | 5 307            | 0,39             | 0                | en stagnation    | 11 922                | 0,87                  | 0                     | 0                | en stagnation    |  |  |  |
|                                   | Parti de protection des animaux (Tierschutz)             | Parti de protection des animaux (Tierschutz)             | 1 067            | 0,08             | 0                | Nv.              | 11 707                | 0,85                  | 0                     | 0                | Nv.              |  |  |  |
|                                   | Autres                                                   | Autres                                                   | 20 729           | 1,52             | 0                | en stagnation    | 36 395                | 2,64                  | 0                     | 0                | en stagnation    |  |  |  |
|                                   |                                                          |                                                          |                  |                  |                  |                  |                       |                       |                       |                  |                  |  |  |  |
| Votes valides                     | Votes valides                                            | Votes valides                                            | 1 362 292        | 96,77            |                  |                  | 1 377 255             | 97,83                 |                       |                  |                  |  |  |  |
| Votes blancs et nuls              | Votes blancs et nuls                                     | Votes blancs et nuls                                     | 45 462           | 2,55             | 28 241           | 1,47             |                       |                       |                       |                  |                  |  |  |  |
| Total                             | Total                                                    | Total                                                    | 1 407 754        | 100              | 78               | en stagnation    | 1 407 754             | 100                   | 71                    | 149              | 8                |  |  |  |
| Abstentions                       | Abstentions                                              | Abstentions                                              | 1 017 726        | 41,96            |                  |                  | 1 017 726             | 41,96                 |                       |                  |                  |  |  |  |
| Nombre d'inscrits / participation | Nombre d'inscrits / participation                        | Nombre d'inscrits / participation                        | 2 425 480        | 58,04            | 2 425 480        | 58,04            |                       |                       |                       |                  |                  |  |  |  |

### Analyse

#### Géographie électorale
| Territoire      | SPD    | CDU    | PDS    | Grünen | FDP   | Autres |
| --------------- | ------ | ------ | ------ | ------ | ----- | ------ |
| Territoire      |        |        |        |        |       |        |
| Ex-Berlin-Ouest | 31,4 % | 27,7 % | 4,2 %  | 14,8 % | 9,3 % | 12,6 % |
| Ex-Berlin-Est   | 29,8 % | 11,4 % | 28,1 % | 10,5 % | 4,9 % | 15,4 % |
| Total           | 30,8 % | 21,3 % | 13,4 % | 13,1 % | 7,6 % | 13,7 % |